# チェンジ・オブ・ハート (エリック・カルメンのアルバム)
| 専門評論家によるレビュー | 専門評論家によるレビュー |
| レビュー・スコア         | レビュー・スコア         |
| 出典                     | 評価                     |
| ------------------------ | ------------------------ |
| Allmusic                 | [ 1 ]                    |

『チェンジ・オブ・ハート』（Change of Heart）は、エリック・カルメンによる1978年のスタジオ・アルバム。3枚目のソロ・アルバムであり、全米137位となった。

## 概要
アルバムからは、2つのシングルがチャートインしている。1曲は、世界的なトップ20ヒットとなったタイトルトラックであり、もう1曲は、フォー・トップスの1964年の曲「愛をもとめて」のカルメンによるカバーである。両曲は、アメリカ及びカナダのアダルト・コンテンポラリー・チャートでヒットし、特にカナダ（RPM）ではトップ10入りを果たした。シングル「チェンジ・オブ・ハート」は、カナダで1978年に135番目に、1979年には160番目に大きなヒットとなった。
また、カルメンがショーン・キャシディのために作曲し、トップ10入りを果たした「ヘイ・ディニー」がセルフカバーされており、タイトルトラックのシングルB面にも収録されている。「サムデイ」は、カルメンの前作のヒット曲「愛をくれたあの娘」のB面に収録されているが、アルバム『雄々しき翼』への収録は見送られ、このアルバムで聴くことができる。
サマンサ・サングは、「チェンジ・オブ・ハート」を同年にカバーし、彼女の2枚目のヒット・シングル「ユー・キープ・ミー・ダンシング」のB面に収録された。

## 収録曲
全曲エリック・カルメン作曲だが、「愛をもとめて」のみ、ホーランド＝ドジャー＝ホーランドによる。
1. デスペレイト・フールズ・オーヴァーチュア - "Desperate Fools Overture" (2:05)
2. 二人のラヴ・ウェイ - "Haven't We Come a Long Way" (3:17)
3. エンド・オブ・ザ・ワールド - "End of The World" (3:29)
4. ヘブン・キャン・ウェイト - "Heaven Can Wait" (3:33)
5. 愛をもとめて - "Baby I Need Your Lovin" (3:17)
6. チェンジ・オブ・ハート - "Change of Heart" (3:30)
7. ヘイ・ディニー - "Hey Deanie" (4:26)
8. サムデイ - "Someday" (2:52)
9. デスペレイト・フールズ - "Desperate Fools" (3:07)

## シングル
| 年   | タイトル               | 全米 ビルボード | 全米 キャッシュ・ボックス | 全米 レコード・ワールド | 全米 AC | カナダ | カナダ AC |
| ---- | ---------------------- | --------------- | ------------------------- | ----------------------- | ------- | ------ | --------- |
| 1978 | チェンジ・オブ・ハート | 19              | 19                        | 20                      | 6       | 14     | 10        |
| 1979 | 愛をもとめて           | 62              | 60                        | 63                      | 30      | 50     | 8         |

※各チャートの数字は最高位。AC＝アダルト・コンテンポラリー

## パーソネル
- エリック・カルメン – ボーカル、ピアノ、シンセサイザー、ギター、ドラム、パーカッション
- バートン・カミングス – ピアノ
- クレイグ・ダーギー – キーボード
- デヴィッド・ペイチ – エレクトリック・ピアノ
- ジャイ・ウィンディング – キーボード
- ジェームズ・ニュートン・ハワード – シンセサイザー
- ダニー・コーチマー – ギター
- リチャード・ライジング – ギター、ボーカル
- フレッド・タケット – ギター
- リッチー・ジト – ギター
- マイク・ポーカロ – ベース
- リーランド・スカラー – ベース
- デイヴ・ウィンター – ベース
- マイケル・ボッツ – ドラム
- ラス・カンケル – ドラム
- ナイジェル・オルソン – ドラム
- ジェフ・ポーカロ – ドラム
- パウリーニョ・ダ・コスタ – パーカッション
- トミー・モーガン – ハーモニカ
- ローリー・アラン – ボーカル
- カート・ベッチャー – ボーカル
- ヴァレリー・カーター – ボーカル
- ジョー・シャーメイ – ボーカル
- ダニー・ジェラルド – ボーカル
- ブルース・ジョンストン – ボーカル
- サマンサ・サング – ボーカル
- ブレンダ・ラッセル – ボーカル
- ブライアン・ラッセル – ボーカル